# Аккістау
Аккіста́у (каз. Аққыстау) — село, центр Ісатайського району Атирауської області Казахстану. Адміністративний центр Аккістауського сільського округу.
У радянські часи село називалось Аккистау.
Населення — 8880 осіб (2021; 7717 у 2009, 6481 у 1999, 4584 у 1989).